# Scrolls
Scrolls je RPG hra vyvíjená firmou Mojang, která kombinuje prvky tradičních karetních a stolních her, ve zvláštním žánru. Scrolls byla od počátku koncipována a vyvíjena Jakobem Porserem spolu s Markusem Perssonem jako hra chybějící na trhu. Hra je vyvíjena s použitím enginu Unity, který umožňuje hraní na mnoha různých platformách. Hra byla oznámena 2. března 2011 jako druhá hra společnosti Mojang.

## Styl hry
Jakob Porser na webu hry píše, že nabízí "novou a unikátní hru, kde budete bojovat a snažit se přechytračit svého soupeře na bitevním poli s použitím destruktivní síly ve své sbírce magických svitků".

## Vývoj
Markus "Notch" Persson a Jakob Porser se nechali inspirovat chybějícím žánrem — chtěli vytvořit nový typ hry. Jakob a Markus si představovali hru, která by obsahovala prvky sběratelských karetních her stejně jako tradičních stolních her. Jednalo by se o strategickou hru s pevnými základy v taktických hrách, ale s nádechem náhody a šance.

## Spor s Bethesda Softworks
V roce 2011 proběhl právní správní spor mezi firmou Mojang a Bethesda Softworks z důvodu používání názvu Scrolls, kteří tvrdili, že název bude vést k záměně s jejich sérií The Elder Scrolls. Došlo k dohodě: Mojang může použít název Scrolls pro svou hru, ale nebude tento název používat pro pojmenování případných pokračování této hry.